# Jean de Heinsberg

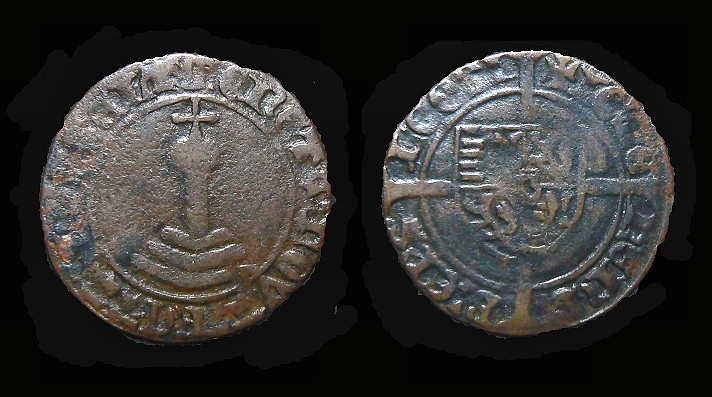
Monnaie liégeoise de J. de Heinsberg.

Jean de Heinsberg, né en 1396 et mort le 19 octobre 1459, est un prince-évêque de Liège (1419-1455). Il est le fils de Jean II de Looz-Heinsberg et le petit-fils de Godefroy de Heinsberg.

## Biographie
En 1433, Philippe le Bon annexe le duché de Brabant et la principauté ecclésiastique de Liège est dès lors convoitée par l'État bourguignon. Philippe pousse Heinsberg à la démission en 1456 pour faire élire prince-évêque son neveu Louis de Bourbon.